# Dans la Sierra Nevada, en Californie
Dans la Sierra Nevada, en Californie – ou en anglais Among the Sierra Nevada, California – est un tableau du peintre germano-américain Albert Bierstadt réalisé en 1868 à Londres, au Royaume-Uni. Cette huile sur toile est un paysage qui représente des montagnes de la Sierra Nevada desquelles s'écoulent des cascades alimentant le lac Tahoe, sur les bords duquel se tiennent des cervidés. L'œuvre est conservée au Smithsonian American Art Museum, à Washington.